# Maria di Nassau-Weilburg
Maria di Nassau-Weilburg (nome completo in tedesco Marie Wilhelmine Friederike Elisabeth; Wiesbaden, 29 gennaio 1825 – Neuwied, 24 marzo 1902) è stata principessa consorte di Wied dal 1842 al 1864, in quanto moglie del principe Ermanno.
Fu la madre della regina Elisabetta di Romania.

## Biografia
Nacque a Biebrich, ottavogenita e quarta figlia femmina di Guglielmo, duca di Nassau (1792-1839), e della sua prima moglie, la principessa Luisa di Sassonia-Hildburghausen (1794-1825), figlia di Federico, duca di Sassonia -Altenburg.

## Matrimonio
Marie sposò il 20 giugno 1842 a Biebrich, Ermanno, principe di Wied (1814-1864), figlio maggiore di Giovanni Augusto Carlo, principe di Wied e della principessa Sofia Augusta di Solms-Braunfels.
Ebbero tre figli:
- principessa Elisabetta di Wied (29 dicembre 1843 - 3 marzo 1916) sposò Carol I di Romania, ebbero figli.
- Guglielmo, principe di Wied (22 agosto 1845 - 22 ottobre 1907), sposò la principessa Maria d'Orange-Nassau, ebbero figli.
- principe Ottone di Wied (22 novembre 1850 - 18 febbraio 1862).

## Vita privata
Secondo la scrittrice e socialite tedesca Marie von Bunsen (1860–1941), la Principessa Maria pare che abbia avuto una relazione sentimentale con il politico del Baden Franz von Roggenbach (1825–1907) con il quale si sia sposata morganaticamente dopo la morte do suo marito.

## Titoli e trattamento
- 29 gennaio 1825 – 20 giugno 1842: Sua Altezza Serenissima Ducale Principessa Maria di Nassau
- 20 giugno 1842 –  5 marzo 1864: Sua Altezza Serenissima Ducale La Principessa di Wied
- 5 marzo 1864 –  24 marzo 1902: Sua Altezza Serenissima Ducale La Principessa Madre di Wied

## Ascendenza
|                                           |                                                 |                                                | Genitori                                               |  |  | Nonni |  |  | Bisnonni                           |  |  | Trisnonni                        |  |
|                                           |                                                 |                                                |                                                        |  |  |       |  |  | Carlo Cristiano di Nassau-Weilburg |  |  | Carlo Augusto di Nassau-Weilburg |  |
|                                           |                                                 |                                                |                                                        |  |  |       |  |  | Carlo Cristiano di Nassau-Weilburg |  |  | Carlo Augusto di Nassau-Weilburg |  |
|                                           |                                                 | Augusta Federica Guglielmina di Nassau-Idstein |                                                        |  |  |       |  |  | Carlo Cristiano di Nassau-Weilburg |  |  |                                  |  |
| Federico Guglielmo di Nassau-Weilburg     |                                                 |                                                |                                                        |  |  |       |  |  | Carlo Cristiano di Nassau-Weilburg |  |  |                                  |  |
|                                           |                                                 | Carolina d'Orange-Nassau                       | Guglielmo IV di Orange-Nassau                          |  |  |       |  |  |                                    |  |  |                                  |  |
|                                           |                                                 | Carolina d'Orange-Nassau                       | Guglielmo IV di Orange-Nassau                          |  |  |       |  |  |                                    |  |  |                                  |  |
|                                           |                                                 | Carolina d'Orange-Nassau                       | Anna di Hannover                                       |  |  |       |  |  |                                    |  |  |                                  |  |
| Guglielmo di Nassau                       |                                                 | Carolina d'Orange-Nassau                       |                                                        |  |  |       |  |  |                                    |  |  |                                  |  |
|                                           |                                                 | Giorgio di Sayn-Hachenburg-Kirchberg           | Guglielmo Luigi di Sayn-Hachenburg-Kirchberg           |  |  |       |  |  |                                    |  |  |                                  |  |
|                                           |                                                 | Giorgio di Sayn-Hachenburg-Kirchberg           | Guglielmo Luigi di Sayn-Hachenburg-Kirchberg           |  |  |       |  |  |                                    |  |  |                                  |  |
|                                           |                                                 | Giorgio di Sayn-Hachenburg-Kirchberg           | Luisa di Salm-Dhaun                                    |  |  |       |  |  |                                    |  |  |                                  |  |
| Luisa Isabella di Kirchberg               |                                                 | Giorgio di Sayn-Hachenburg-Kirchberg           |                                                        |  |  |       |  |  |                                    |  |  |                                  |  |
|                                           |                                                 | Isabella Augusta di Reuss-Greiz                | Enrico XI di Reuss-Greiz                               |  |  |       |  |  |                                    |  |  |                                  |  |
|                                           |                                                 | Isabella Augusta di Reuss-Greiz                | Enrico XI di Reuss-Greiz                               |  |  |       |  |  |                                    |  |  |                                  |  |
|                                           |                                                 | Isabella Augusta di Reuss-Greiz                | Corradina di Reuss-Köstritz                            |  |  |       |  |  |                                    |  |  |                                  |  |
| Principessa Maria di Nassau               |                                                 | Isabella Augusta di Reuss-Greiz                |                                                        |  |  |       |  |  |                                    |  |  |                                  |  |
|                                           | Ernesto Federico III di Sassonia-Hildburghausen | Ernesto Federico II di Sassonia-Hildburghausen |                                                        |  |  |       |  |  |                                    |  |  |                                  |  |
|                                           | Ernesto Federico III di Sassonia-Hildburghausen | Ernesto Federico II di Sassonia-Hildburghausen |                                                        |  |  |       |  |  |                                    |  |  |                                  |  |
|                                           | Ernesto Federico III di Sassonia-Hildburghausen | Carolina di Erbach-Fürstenau                   |                                                        |  |  |       |  |  |                                    |  |  |                                  |  |
| Federico di Sassonia-Hildburghausen       | Ernesto Federico III di Sassonia-Hildburghausen |                                                |                                                        |  |  |       |  |  |                                    |  |  |                                  |  |
|                                           |                                                 | Ernestina Augusta di Sassonia-Weimar           | Ernesto Augusto I di Sassonia-Weimar                   |  |  |       |  |  |                                    |  |  |                                  |  |
|                                           |                                                 | Ernestina Augusta di Sassonia-Weimar           | Ernesto Augusto I di Sassonia-Weimar                   |  |  |       |  |  |                                    |  |  |                                  |  |
|                                           |                                                 | Ernestina Augusta di Sassonia-Weimar           | Sofia Carlotta di Brandeburgo-Bayreuth                 |  |  |       |  |  |                                    |  |  |                                  |  |
| Luisa di Sassonia-Hildburghausen          |                                                 | Ernestina Augusta di Sassonia-Weimar           |                                                        |  |  |       |  |  |                                    |  |  |                                  |  |
|                                           |                                                 | Carlo II di Meclemburgo-Strelitz               | Carlo Ludovico Federico di Meclemburgo-Strelitz        |  |  |       |  |  |                                    |  |  |                                  |  |
|                                           |                                                 | Carlo II di Meclemburgo-Strelitz               | Carlo Ludovico Federico di Meclemburgo-Strelitz        |  |  |       |  |  |                                    |  |  |                                  |  |
|                                           |                                                 | Carlo II di Meclemburgo-Strelitz               | Elisabetta Albertina di Sassonia-Hildburghausen        |  |  |       |  |  |                                    |  |  |                                  |  |
| Carlotta Giorgina di Meclemburgo-Strelitz |                                                 | Carlo II di Meclemburgo-Strelitz               |                                                        |  |  |       |  |  |                                    |  |  |                                  |  |
|                                           |                                                 | Federica Carolina Luisa d'Assia-Darmstadt      | Giorgio Guglielmo d'Assia-Darmstadt                    |  |  |       |  |  |                                    |  |  |                                  |  |
|                                           |                                                 | Federica Carolina Luisa d'Assia-Darmstadt      | Giorgio Guglielmo d'Assia-Darmstadt                    |  |  |       |  |  |                                    |  |  |                                  |  |
|                                           |                                                 | Federica Carolina Luisa d'Assia-Darmstadt      | Maria Luisa Albertina di Leiningen-Dagsburg-Falkenburg |  |  |       |  |  |                                    |  |  |                                  |  |
|                                           |                                                 | Federica Carolina Luisa d'Assia-Darmstadt      |                                                        |  |  |       |  |  |                                    |  |  |                                  |  |